# Charlotte Sting 2000
La stagione 2000 delle Charlotte Sting fu la 4ª nella WNBA per la franchigia.
Le Charlotte Sting arrivarono ottave nella Eastern Conference con un record di 8-24, non qualificandosi per i play-off.

## Roster
| N° | Naz.                   | Ruolo | Sportivo        | Anno | Alt. | Peso |
| -- | ---------------------- | ----- | --------------- | ---- | ---- | ---- |
| 00 | Stati Uniti (bandiera) | A     | Tracy Reid      | 1976 | 180  | 68   |
| 3  | Stati Uniti (bandiera) | C     | Summer Erb      | 1977 | 198  | 109  |
| 5  | Stati Uniti (bandiera) | G     | Dawn Staley     | 1970 | 168  | 61   |
| 7  | Stati Uniti (bandiera) | C     | Shalonda Enis   | 1974 | 185  | 84   |
| 10 | Stati Uniti (bandiera) | G     | E.C. Hill       | 1971 | 173  | 64   |
| 12 | Stati Uniti (bandiera) | G     | Tiffany Travis  | 1978 | 180  | 66   |
| 24 | Stati Uniti (bandiera) | G     | Niesa Johnson   | 1973 | 175  | 66   |
| 32 | Stati Uniti (bandiera) | G     | Andrea Stinson  | 1967 | 178  | 72   |
| 34 | Stati Uniti (bandiera) | A     | Cass Bauer      | 1972 | 193  | 82   |
| 43 | Stati Uniti (bandiera) | G     | Larecha Jones   | 1977 | 188  | 82   |
| 44 | Stati Uniti (bandiera) | A     | Charlotte Smith | 1973 | 183  | 67   |
| 45 | Stati Uniti (bandiera) | A     | Angie Braziel   | 1976 | 188  | 77   |
| 51 | Stati Uniti (bandiera) | C     | Rhonda Mapp     | 1969 | 188  | 86   |

## Staff tecnico
- Allenatore: T.R. Dunn
- Vice-allenatori: Susan Yow, Sue Panek